# Libro de autoyuda
Un libro de autoayuda es un libro escrito con la intención de instruir a sus lectores en la solución de problemas personales. El espectro de los libros de autoayuda va desde contenido médico hasta contenido esotérico. El libro Autoayuda de Samuel Smiles, publicado en 1859, fue uno de los primeros libros de este género. El fenómeno de los libros de autoayuda comenzó a mediados del siglo XX.